# Levočské planiny
Levočské planiny jsou geomorfologický podcelek Levočských vrchů. Nejvyšším vrcholem je vrch Javorinka s výškou 1074 m n. m.

## Polohopis
Podcelek zabírá jižní část pohoří a vytváří pás území mezi Kežmarkem a Vyšným Slavkovem. Na severu pokračují Levočské vrchy podcelky Levočská vysočina a Levočská vrchovina, západním směrem leží Popradská kotlina, patřící Podtatranské kotlině. Jižní okraj vymezuje Hornádská kotlina s podcelky Hornádské podolie, Medvedie chrbty a Podhradská kotlina. Východním směrem navazuje Branisko s podcelky Smrekovica a Bachureň a severovýchodně leží Spišsko-šarišské medzihorie s podcelkem Šarišské podolie. 

## Dělení
- Oľšavická planina
- Levočské úboče

## Vybrané vrcholy
- Javorinka (1074 m n. m.) - nejvyšší vrch podcelku
- Spišská (1 056 m n. m.)
- Velká Krásná (988 m n. m.)
- Bišar (981 m n. m.)
- Hradisko (932 m n. m.)

## Chráněná území
V této části pohoří leží přírodní rezervace Bišar. 

## Turismus
Jižní část Levočských vrchů patří mezi turisticky nejvíce navštěvovanou část pohoří. Je zde vybudováno vícero turistických tras.